# Friedrich Kaulbach
Friedrich Wilhelm Christian Theodor Kaulbach, né le 8 juillet 1822 à Bad Arolsen et mort le 17 septembre 1903 à Hanovre, est un peintre allemand de l'École de Munich.

## Biographie
Friedrich Kaulbach est le neveu et l'élève, à partir de 1839, de Wilhelm von Kaulbach. Il fait un voyage déterminant à Venise en 1844, puis il vole de ses propres ailes. Il s'attèle à une grande toile intitulée Adam et Ève trouvant leur fils Abel mort, à la suite de quoi on lui propose de devenir en 1848 professeur à l'Académie des beaux-arts de Munich, mais il refuse. Il voyage en 1850 à Paris, où il fait des portraits et des peintures d'histoire. Le roi Maximilien II de Bavière lui commande ensuite Le Couronnement de Charlemagne qui n'est terminé qu'en 1861.
Il est appelé comme peintre de la cour à Hanovre en 1856 par Georges V dont il a fait le portrait à maintes reprises. Kaulbach est nommé professeur au Polytechnicum de Hanovre. L'aristocratie locale lui commande des portraits et le roi lui fait don d'un atelier et d'une maison, construite par Christian Heinrich Tramm entre 1857 et 1860. Il y invite entre autres, selon les Mémoires de sa fille, Brahms, Clara Schumann, Liszt, Joseph Joachim, Ernst von Wildenbruch et Anton Rubinstein.
Ses portraits élégants et légers, dont ceux de la famille impériale, sont fort appréciés de la société de l'époque. Il reçoit une petite médaille d'or de l'Académie des arts de Berlin et une médaille à l'exposition universelle de Vienne en 1873.
Kaulbach est enterré au cimetière Engesohde de Hanovre.
Son fils Friedrich August von Kaulbach fut aussi peintre.

## Quelques œuvres

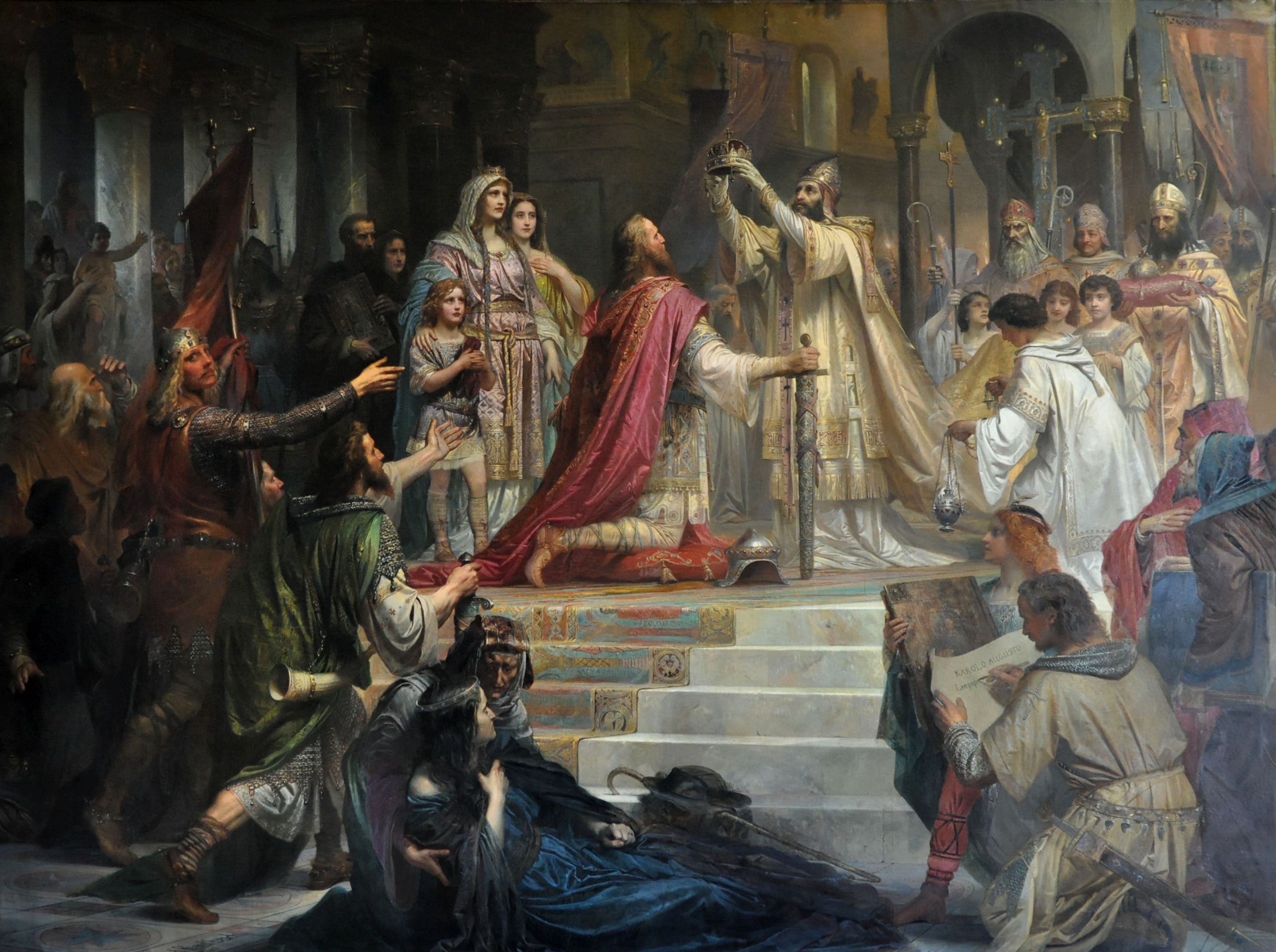
Le Couronnement de Charlemagne (1861).

- Adam et Eve trouvant leur fils Abel mort (1848), musée des beaux-arts de Leipzig.
- Joséphine Sverchkova (1849).
- Marie-Ferdinande de Saxe, grande-duchesse de Toscane (1851).
- Auguste Reuß zu Köstritz, grande-duchesse de Mecklembourg-Schwerin (1856), Château de Schwerin.
- Elisabeth Ney (1860), Musée de Basse-Saxe de Hanovre.
- Le Couronnement de Charlemagne (1861), Maximilianeum de Munich.
- Le matin du mariage de Juliette Capulet, Musée de Basse-Saxe de Hanovre.
- Le roi aveugle Georges V (vers 1866), Musée de Basse-Saxe de Hanovre.
- Anton Kaulbach (1903).
- Dame mettant des bijoux.